# Focke-Wulf Fw 42
Il Focke-Wulf Fw 42 era un bombardiere medio bimotore dalla particolarissima configurazione canard progettato dall'azienda aeronautica tedesca Focke-Wulf Flugzeugbau AG e rimasto alle prime fasi di sviluppo.
Basato sull'esperienza acquisita dal precedente Focke-Wulf F 19 Ente ad uso civile, pur avendo riscosso interesse da parte di alcune autorità militari europee rimase alla fase delle prove alla galleria del vento.

## Storia del progetto
Progettato nel periodo tra il 1931 ed il 1933, l'Fw 42 si basava sull'esperienza maturata dalle prove di volo effettuate con il precedente F 19 Ente. In vista della clandestina ricostituzione della forza aerea tedesca da parte Partito Nazionalsocialista Operaio Tedesco (NSDAP), la futura Luftwaffe, in violazione del trattato di Versailles, Henrich Focke volle cimentarsi nello sviluppo di un velivolo che ufficialmente era destinato al mercato dell'aviazione commerciale ma che potesse essere facilmente convertito in un bombardiere. Il neocostituito Reichsluftfahrtministerium (RLM), il ministero che nel periodo nazista sovraintendeva l'intera aviazione, civile e militare, tedesca, assegnò al progetto la denominazione ufficiale di Fw 42.
Ne venne realizzato un mock-up in scala 1:1 provato nella galleria del vento, al quale vennero applicate diverse configurazioni di coda, ottenendo ottimi risultati, tuttavia, nonostante l'interesse dimostrato da Unione Sovietica e Giappone, il progetto non venne ulteriormente sviluppato e nessun prototipo destinato alle prove pratiche venne mai costruito.

## Tecnica
Il disegno dell'Fw 42 era caratterizzato da una lunga e slanciata fusoliera dotata di postazioni difensive dotate di mitragliatrici posizionate sul muso e sull'estremità posteriore ed un vano bombe interno in posizione ventrale.
La configurazione alare era molto particolare, con semiali canard posizionate sul muso ed una grande ala montata alta nella parte posteriore integrata da una deriva verticale priva di alcun impennaggio classico.
Il carrello d'atterraggio, si deduce dai disegni riportati dalle fonti, era di tipo triciclo anteriore, completamente retrattile, con l'elemento anteriore che si ritraeva nel naso e quelli principali delle ali nelle gondole dei motori.
La propulsione era affidata ad una coppia di motori BMW VIu, dei 12 cilindri a V raffreddati a liquido che erano in grado di erogare una potenza al decollo pari a 750 PS (552 kW) e 550 PS (404,5 kW) a regime, posizionati in altrettante gondole collocate sul bordo d'attacco alare.